# Federazione pallavolistica della Polonia
La Federazione polacca di pallavolo (in polacco Polski Związek Piłki Siatkowej, PZPS) è un'organizzazione fondata nel 1928 per governare la pratica della pallavolo in Polonia.
Organizza il campionato maschile e femminile, e pone sotto la propria egida la nazionale maschile e femminile.
Ha aderito alla FIVB nel 1947.